# Charon
För andra betydelser, se Charon (olika betydelser).

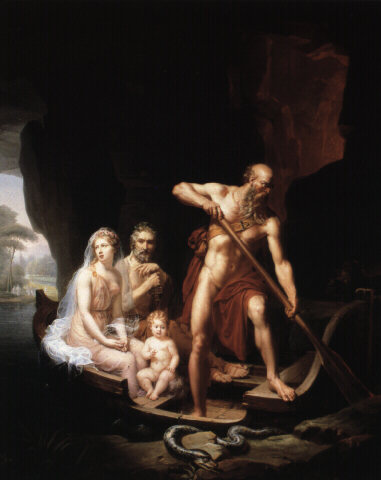
Överfarten över floden Styx, målning av Nicolas Gosse år 1819.

Charon eller Karon (Charun på etruskiska) var i grekisk och romersk mytologi underjordens odödlige färjkarl som förde de dödas själar över floden Acheron eller Styx till dödsriket Hades.
Charon framställs på grekiska vaser (kraterer) som en gammal skäggig man med mössa, arbetsmantel, fotsida stövlar av lack och stav samt stående i båtens för. Som ersättning för överfarten krävde han ett mynt (en obol). Därför lades ett litet silvermynt benämnt karonsmynt eller charonsmynt i den avlidnes mun före begravningen. De som inte fått en ordentlig begravning tog han inte ombord, utan de måste irra som skuggor vid flodens strand. Att en levande fick passera över Acheron förekom sällan; som straff för att han låtit Herakles slippa över hölls Charon fjättrad under ett år. Charonmyten var okänd för Homeros och Hesiodos. Den fanns däremot hos etruskerna, där Charu(n) uppfattades som en hemsk demon med hammare. I nygrekernas mytiska sägner framträder Charontas eller Charos som representant för döden och underjorden.